# Universiade

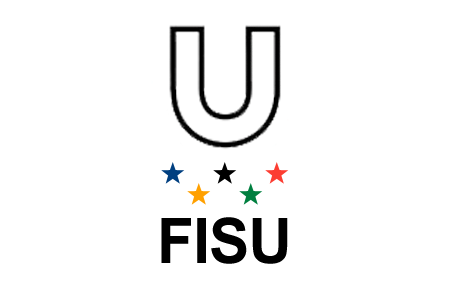
A FISU (Federation International Sports University) logója

Az Universiade egy nemzetközi sportesemény, amit a Federation International Sports University (FISU) szervez egyetemi sportolók számára több sportágban.
A nyári Universiadék tizenkét kötelező (atlétika, kosárlabda, vívás, labdarúgás, torna, cselgáncs, taekwondo, tenisz, toronyugrás, vízilabda, asztalitenisz, röplabda) és a szervező ország által választott sportokból állnak.
A téli Universiadék nyolc kötelező (alpesisí, Snowboard, északisí, gyorskorcsolya, jégkorong, curling, műkorcsolyázás, biatlon) és a szervező ország által választott három sportból állnak. Hivatalos himnusza a Gaudeamus igitur.

## A név eredete
Az elnevezés a university és az olympiad szavak összevonásából jött létre; jelentése kb. „egyetemi olimpia”. (Az universitas latin, az olimpiád szó pedig görög eredetű.)

## Világ Diák Játékok (Universiade előtti)
1923-ban, Párizsban rendeztek először nemzetközi versenyt egyetemisták számára, az UNEF, a Francia Egyetemisták Nemzeti Szövetsége szervezésében.
A sorozatot különböző változtatások és a háború után 1949-től már kétévente rendeztek versenyeket, akkor már a FISU (Nemzetközi Egyetemi Sportszövetség) szervezésében, Nyári Nemzetközi Egyetemi Sporthét néven. A verseny sokáig nem szakadt el Európától; 1957-ig 16 alkalommal rendezték meg, ötször is a francia főváros adott neki otthont. 1957-ben már Egyetemi Világjátékok volt a rendezvény neve,
Helyszínek:
- 1923  Párizs
- 1924  Varsó
- 1927  Róma
- 1928  Párizs
- 1930  Darmstadt
- 1933  Torino
- 1935  Budapest
- 1937  Párizs
- 1939  Monte-Carlo
- 1939  Bécs
- 1947  Párizs
- 1949  Merano
- 1951  Luxembourg
- 1953  Dortmund
- 1955  San Sebastián
- 1957  Párizs

## Világdiákjátékok (UIE)
Az első hivatalos Világdiákjátékokat 1924-ben szervezték, és a Fédération Internationale du Sport Universitaire szárnyai alatt tartották (FISU) 1949-től. Egy alternatív eseményt szervezett az Union Internationale des Étudiants (UIE) 1947–1962, köztük egy nem hivatalos játékot 1954-ben.
Helyszínek:
- 1947  Prága
- 1949  Budapest
- 1951  Berlin
- 1953  Bukarest
- 1954  Budapest
- 1955  Varsó
- 1957  Moszkva
- 1959  Bécs
- 1962  Helsinki

## Az Universiade helyszínei
1959-ben ismét átkeresztelték a sorozatot Universiadéra. Ez a név azóta nem változott. A versenyeket 1947 óta kétévente rendezik meg (1967 és 1973 között csak egy Universiade volt, 1970-ben). 1960-ban bevezették a téli játékokat is, amelyeket 1981 óta a nyári játékokkal azonos évben rendeznek meg, azaz minden páratlan esztendőben.
Érdekes helyzetben vannak azok, akik az Universiade sportértékével foglalkoznak. Vannak, akik komolytalannak tartják, hiszen a sportágak képviselőinek élvonala nem szokott részt venni, mások viszont azt mondják, hogy az Universiade visszatérés az eredeti olimpiai szellemhez, hiszen itt még tényleg kellemes, szinte családias a légkör, és a doppingolás gyanúja sem vet komoly árnyékot a résztvevőkre.
Téli Universiadék
- világosrózsaszín = egyszer
- sötétrózsaszín = kétszer
- világoslila = háromszor
- sötétlila = négyszer
- ibolya = ötször

Nyári Universiadék
- világoskék = egyszer
- azúr = kétszer
- sötétkék = háromszor
- olaj = négyszer

A nyári Universiadék helyszínei

A téli Universiadék helyszínei

Az alábbi táblázat a nyári és téli Universiadék vendéglátó városainak mutatja. Egy-egy tényleges vendéglátó várost sorolnak fel.
| Év   | Játék  | Nyári Universiade    | Nyári Universiade  | Év   | Játék  | Téli Universiade                | Téli Universiade          |
| Év   | Játék  | Város                | Ország             | Év   | Játék  | Város                           | Ország                    |
| ---- | ------ | -------------------- | ------------------ | ---- | ------ | ------------------------------- | ------------------------- |
| 1959 | I      | Torino               | Olaszország        | 1960 | I      | Chamonix                        | Franciaország             |
| 1961 | II     | Szófia               | Bulgária           | 1962 | II     | Villars                         | Svájc                     |
| 1963 | III    | Porto Alegre         | Brazília           | 1964 | III    | Špindlerův Mlýn                 | Csehország                |
| 1965 | IV     | Budapest             | Magyarország       | 1966 | IV     | Sestriere                       | Olaszország               |
| 1967 | V      | Tokió                | Japán              | 1968 | V      | Innsbruck                       | Ausztria                  |
| 1970 | VI     | Torino               | Olaszország        | 1970 | VI     | Rovaniemi                       | Finnország                |
| 1973 | VII    | Moszkva              | Szovjetunió        | 1972 | VII    | Lake Placid                     | Egyesült Államok          |
| 1975 | VIII   | Róma                 | Olaszország        | 1975 | VIII   | Livigno                         | Olaszország               |
| 1977 | IX     | Szófia               | Bulgária           | 1978 | IX     | Špindlerův Mlýn                 | Csehország                |
| 1979 | X      | Mexikóváros          | Mexikó             | 1981 | X      | Jaca                            | Spanyolország             |
| 1981 | XI     | Bukarest             | Románia            | 1983 | XI     | Szófia                          | Bulgária                  |
| 1983 | XII    | Edmonton, Alberta    | Kanada             | 1985 | XII    | Belluno                         | Olaszország               |
| 1985 | XIII   | Kóbe                 | Japán              | 1987 | XIII   | Štrbské Pleso                   | Csehország                |
| 1987 | XIV    | Zágráb               | Jugoszlávia        | 1989 | XIV    | Szófia                          | Bulgária                  |
| 1989 | XV     | Duisburg             | NSZK               | 1991 | XV     | Szapporo                        | Japán                     |
| 1991 | XVI    | Sheffield            | Egyesült Királyság | 1993 | XVI    | Zakopane                        | Lengyelország             |
| 1993 | XVII   | Buffalo              | Egyesült Államok   | 1995 | XVII   | Jaca                            | Spanyolország             |
| 1995 | XVIII  | Fukuoka              | Japán              | 1997 | XVIII  | Muju                            | Dél-Korea                 |
| 1997 | XIX    | Szicília             | Olaszország        | 1999 | XIX    | Poprad Tatry                    | Szlovákia                 |
| 1999 | XX     | Palma de Mallorca    | Spanyolország      | 2001 | XX     | Zakopane                        | Lengyelország             |
| 2001 | XXI    | Peking               | Kína               | 2003 | XXI    | Tarvisio                        | Olaszország               |
| 2003 | XXII   | Tegu,                | Dél-Korea          | 2005 | XXII   | Innsbruck, Seefeld              | Ausztria                  |
| 2005 | XXIII  | İzmir                | Törökország        | 2007 | XXIII  | Torino                          | Olaszország               |
| 2007 | XXIV   | Bangkok              | Thaiföld           | 2009 | XXIV   | Harbin                          | Kína                      |
| 2009 | XXV    | Belgrád              | Szerbia            | 2011 | XXV    | Erzurum                         | Törökország               |
| 2011 | XXVI   | Sencsen              | Kína               | 2013 | XXVI   | Trentino1                       | Olaszország               |
| 2013 | XXVII  | Kazány               | Oroszország        | 2015 | XXVII  | Granada, Štrbské Pleso, Osrblie | Spanyolország · Szlovákia |
| 2015 | XXVIII | Kvangdzsu            | Dél-Korea          | 2017 | XXVIII | Almati                          | Kazahsztán                |
| 2017 | XXIX   | Tajpej               | Kínai Köztársaság  | 2019 | XXIX   | Krasznojarszk                   | Oroszország               |
| 2019 | XXX    | Nápoly               | Olaszország        | 2021 | —      | Luzern                          | Svájc                     |
| 2023 | XXXII  | Csengtu              | Kína               | 2023 | XXX    | Lake Placid                     | Egyesült Államok          |
| 2025 | XXXIII | Ruhr-vidék           | Németország        | 2025 | XXXI   | Torino                          | Olaszország               |
| 2027 | XXXIV  | Chungcheong Province | Dél-Korea          | 2027 | XXXII  |                                 |                           |
| 2029 | XXXV   | Észak-Karolina       | Egyesült Államok   | 2029 | XXXIII |                                 |                           |

Az Universiadék érmei: arany, ezüst, bronz

1 A korábban kijelölt Maribor pénzügyi okok miatt visszalépett a rendezéstől.

## Magyarok az Universiadén
| Magyarország érmei a nyári Universiadékon |                   |                    |       |       |       |             |
| Év                                        | Helyszín          | Helyszín           | Arany | Ezüst | Bronz | Helyezett   |
| Év                                        | Város             | Ország             | Arany | Ezüst | Bronz | Helyezett   |
| 2025.                                     | Ruhr-vidék        | Németország        |       |       |       |             |
| 2023.                                     | Csengtu           | Kína               |       |       |       |             |
| 2019.                                     | Nápoly            | Olaszország        | 1     | 0     | 2     | 34. hely    |
| 2017.                                     | Tajpej            | Tajvan             | 5     | 5     | 4     | 14. hely    |
| 2015.                                     | Kvangdzsu         | Dél-Korea          | 2     | 0     | 3     | 26. hely    |
| 2013.                                     | Kazány            | Oroszország        | 4     | 2     | 9     | 18. hely    |
| 2011.                                     | Sencsen           | Kína               | 6     | 1     | 4     | 12. hely    |
| 2009.                                     | Belgrád           | Szerbia            | 1     | 2     | 5     | 31. hely    |
| 2007.                                     | Bangkok           | Thaiföld           | 2     | 3     | 1     | 20. hely    |
| 2005.                                     | Izmir             | Törökország        | 1     | 2     | 2     | 27. hely    |
| 2003.                                     | Tegu              | Dél-Korea          | 3     | 2     | 7     | 14. hely    |
| 2001.                                     | Peking            | Kína               | 0     | 0     | 6     | 43. hely    |
| 1999.                                     | Palma de Mallorca | Spanyolország      | 2     | 2     | 2     | 16. hely    |
| 1997.                                     | Szicília          | Olaszország        | 7     | 4     | 1     | 8. hely     |
| 1995.                                     | Fukuoka           | Japán              | 8     | 4     | 2     | 6. hely     |
| 1993.                                     | Buffalo           | Egyesült Államok   | 4     | 4     | 5     | 11. hely    |
| 1991.                                     | Sheffield         | Egyesült Királyság | 0     | 0     | 0     | helyezetlen |
| 1989.                                     | Duisburg          | NSZK               | 4     | 4     | 1     | 6. hely     |
| 1987.                                     | Zágráb            | Jugoszlávia        | 4     | 3     | 5     | 8. hely     |
| 1985.                                     | Kóbe              | Japán              | 1     | 4     | 4     | 16. hely    |
| 1983.                                     | Edmonton          | Kanada             | 0     | 0     | 1     | 23. hely    |
| 1981.                                     | Bukarest          | Románia            | 1     | 2     | 2     | 12. hely    |
| 1979.                                     | Mexikóváros       | Mexikó             | 4     | 3     | 4     | 6. hely     |
| 1977.                                     | Szófia            | Bulgária           | 2     | 4     | 4     | 11. hely    |
| 1975.                                     | Róma              | Olaszország        | 0     | 2     | 0     | 14. hely    |
| 1973.                                     | Moszkva           | Szovjetunió        | 0     | 0     | 0     | helyezetlen |
| 1970.                                     | Torino            | Olaszország        | 3     | 6     | 6     | 6. hely     |
| 1967.                                     | Tokió             | Japán              | 0     | 0     | 0     | helyezetlen |
| 1965.                                     | Budapest          | Magyarország       | 16    | 8     | 14    | 1. hely     |
| 1963.                                     | Porto Alegre      | Brazília           | 18    | 13    | 6     | 2. hely     |
| 1961.                                     | Szófia            | Bulgária           | 8     | 2     | 8     | 3. hely     |
| 1959.                                     | Torino            | Olaszország        | 6     | 5     | 2     | 4. hely     |
| Összesen:                                 | Összesen:         |                    | 116   | 93    | 111   | 11. hely    |